# Личківці
Ли́чківці (Лишківці) — село в Україні, у Гусятинській селищній громаді Чортківського району Тернопільської області. Розташоване на річці Тайна, на сході району. До 2020 адміністративний центр Личківської сільської ради, якій було підпорядковане село Трибухівці.
Є пам'ятка природи — 350-річна липа.

## Населення

### Мова
Розподіл населення за рідною мовою за даними перепису 2001 року:
| Мова       | Кількість | Відсоток |
| ---------- | --------- | -------- |
| українська | 1312      | 99.92%   |
| російська  | 1         | 0.08%    |
| Усього     | 1313      | 100%     |

## Історія
Поблизу Личківців виявлено археологічні пам'ятки трипільської культури і часів Київської Русі.
Перша писемна згадка — 1431 року; король Владислав ІІ Яґайло записав шляхтичу Жеґоті з Личковець (Лечковець, пол. Żegota z Liczkowiec) 30 гривень на селі Шарава в повіті Кам'янецькому. Згадується село 7 травня 1470 року в книгах галицького суду. Ще одна згадка 1469 року. 1475 р. Пйотр (Петро) з Личковець викупив свою батьківщину в Скорчицьких, 1482 р. записав її сину Пйотру. Останній 1485 року заставив село шляхтичу Яну Сєцєху Щавінському з Городниці; з часом Сєцєхи отримали Личківці у власність. 1522 року поселення отримало права міста стараннями власника земель Анджея Сєцєха з Городниці. Королівський привілей Сиґізмунда І Старого, виданий в Пйотркуві-Трибунальському, дозволяв проведення 2-х ярмарок (перша в 3-тю неділю після Великодня, друга 21 вересня), щоп'ятничних торгів.
Також одним із власників якого був Я. Каліновський. Згодом Каліновські побудували у Личківцях замок. Пізніше рештки замку були розібрані і з них побудований костел.
1615 року власником міста був шляхтич Валентій Александер Калиновський. Польська дослідниця Горнова (Elżbieta Hornowa) стверджує, що 1628 року місто належало Дроґомирським і Калиновським. 1647 року шляхтич Ян Кавєцький гербу Доленґа з сестрами як спадкоємці Анни Мацеєвої Ставської подавали на Калиновських позов до суду щодо Личківців. 1680 року власником був ще один з роду Калиновських. Як можна припустити, наприкінці XVII — на початку XVIII ст. власниками міста стали скарбник подільський Анджей Францішек Кавєцький і його дружина Катажина з Дружбацьких. 1725 р. дідичем був підчаший львівський Ян Ґлебоцький, але розпоряджались отці місіонери.
Пізніше власниками стали Францішек Салезій Потоцький, його син Станіслав «Щенсний», який 24 січня 1780 року продав права на місто ґенерал-ад'ютанту булави великої коронної Яну Шептицькому. 1781 року Личківці втратили права міста.
4 червня 1814 року Ян Шептицький продав маєток зятю Юзефу Заборовському (одружений з донькою Юліанною, записана власницею 1832 року) — батькові відомого польського поета Тимона Заборовського. 1846 року маєтком заволодів брат Тимона Константій Заборовський, який пізніше продав (передав) його державі. Саме Константію повідомили прикордонники про знахідку — Збруцький ідол бога Світовида. При власниках Заборовських населений пункт отримав статус села.
1848 року поблизу Личківець знайшли кам'яну скульптуру (статую) Збруцького Світовида.
У 1860-х роках власниками були Давид Парнес і Селіґ Ган, від 1870-х років до кінця і-ї світової війни власником був Мойзеш Кіммельман, у 1930-х роках його нащадок Еміль Кіммельман.
У середині ХІХ століття Личківці мали громадську печатку з зображенням двох людських постатей - селянки з серпом і селянина з косою (зразок печатки, датований 1870 р., зберігся в геральдичній колекції відомого львівського краєзнавця Антонія Шнайдера).
Діяли філії українських товариств «Просвіта», «Луг», «Сільський господар» та інші товариства.
У результаті депортацій 1944—1946 переважна більшість українського населення села Одрехова була переселена до УССР, включно і в село Личківці.
12 червня 2020 року, відповідно до розпорядження Кабінету Міністрів України № 724-р «Про визначення адміністративних центрів та затвердження територій територіальних громад Тернопільської області» увійшло до складу Гусятинської селищної громади.
19 липня 2020 року, в результаті адміністративно-територіальної реформи та ліквідації Гусятинського району, село увійшло до складу новоутвореного Чортківського району.

## Пам'ятки
- Головна пам'ятка Личківців знаходиться в Краківському археологічному музеї. Ця пам'ятка — відомий «Збруцький Світовид». Знайдений неподалік села в річці Збруч
- Церква святого Миколая (1850, мурована). Діюча Українська греко-католи́цька церква
- Оборонний необароковий костел Непорочного Зачаття Пречистої Діви Марії (1708), 1728 р. була реставрація, прибудували нижчу частину позаду костела, в ній, до речі, склеп даху не обвалився.
- Збереглися руїни Личковецького замку (17 ст.), водяний млин (19 ст.)
- Житловий будинок-вілла Тімельмана — неоромантичний палац, побудований на поч. ХХ ст. в стилі романтизму з елементами готики. За радянських часів в цьому палаці діяла лікарня, а тепер він отримав нового приватного власника. Статус: Архітектури місцевого значення. Реєстр. номер: 1905

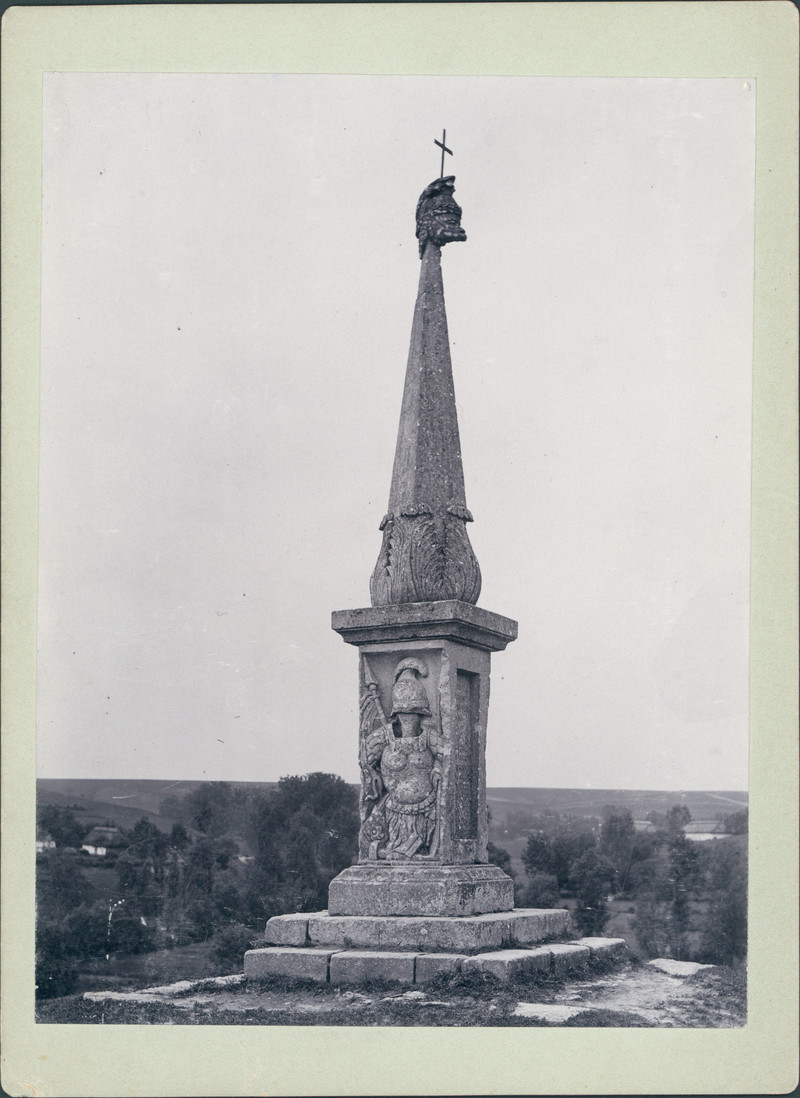
Пам'ятник Михайлу Заборовському в Личківцях
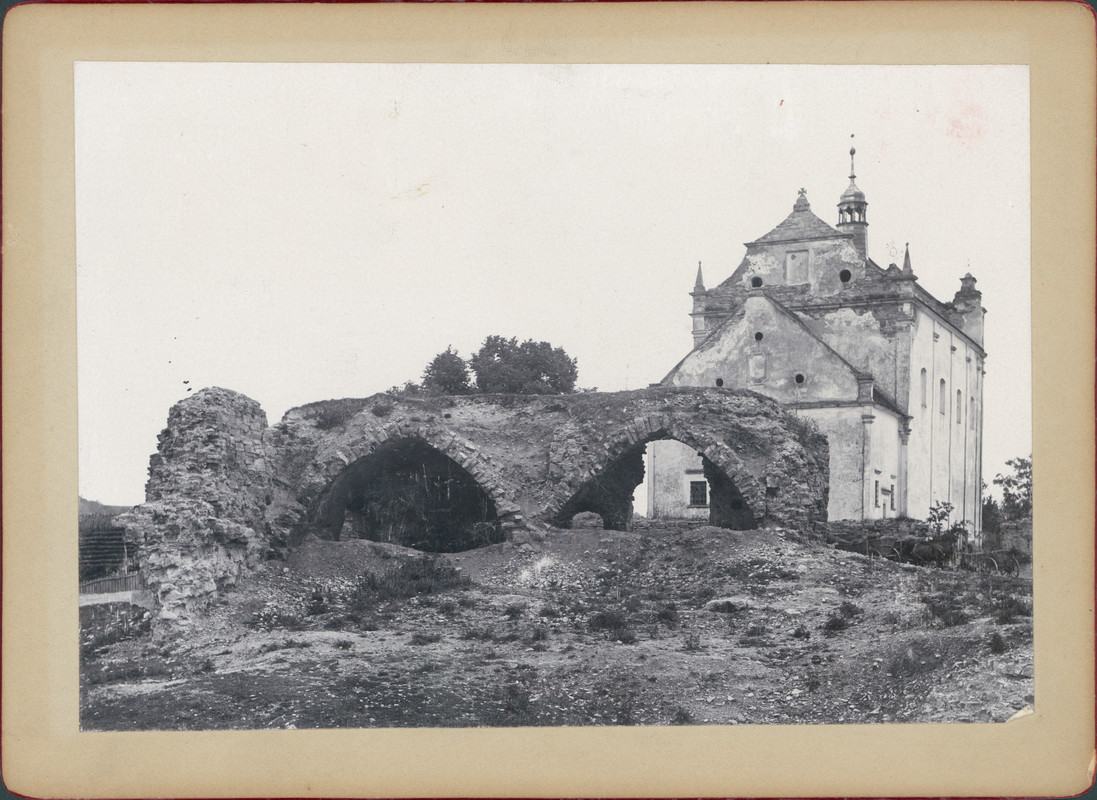
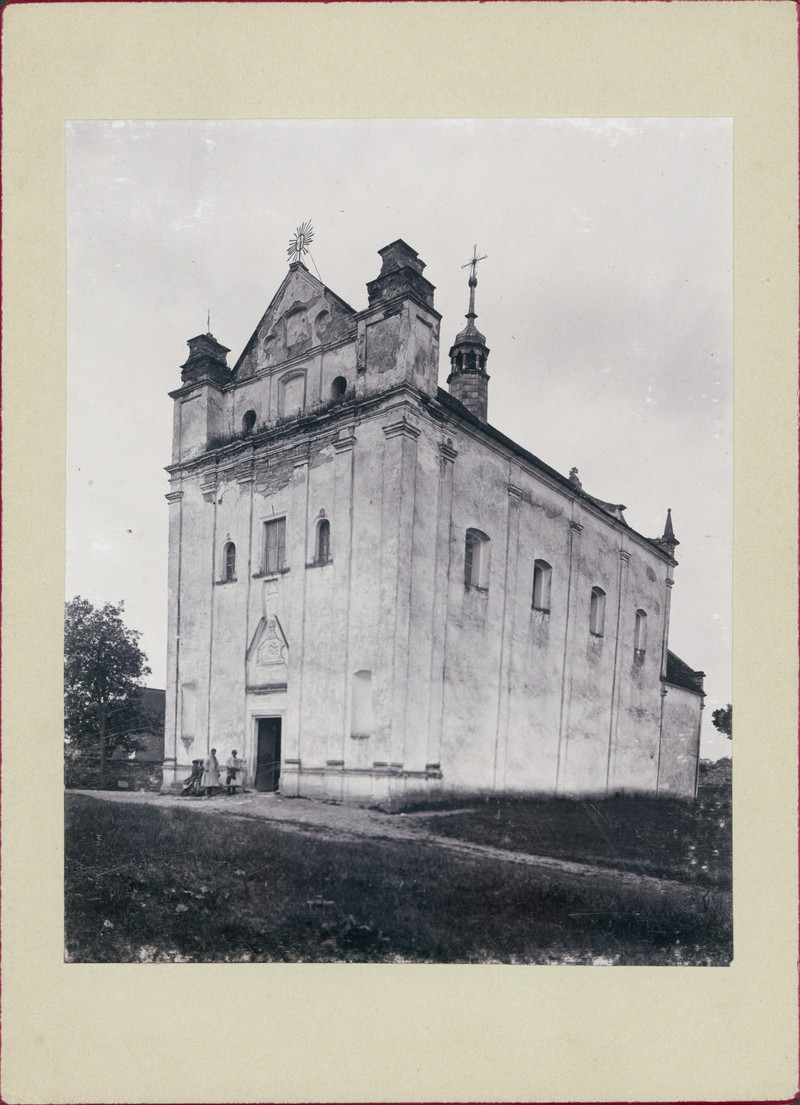
Костел Непорочного Зачаття Діви Марії
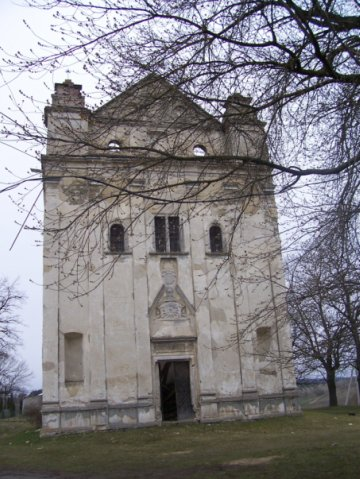
Костел у Личківцях, 1728 рік

## Пам'ятники
- з «фігурою» — жертвам епідемії холери 1830–1831, від якої померли бл. 200 осіб (1831),
- М. Заборовському (1812, реставр. 1988),
- полеглим у німецько-радянській війні воїнам РА на братській могилі, де поховано 15 воїнів, які померли від ран у госпіталі. На могилі встановлено скульптуру воїна на пірамідальному постаменті[11] (1965)
- воїнам-односельцям (1967),
- встановлено пам'ятний хрест на честь скасування панщини (1848),
- насипано символічну могилу УСС (1990).

## Соціальна сфера
У Личківцях є школа |-||| ступенів,будинок культури,дитячий садочок,стадіон який вміщає 360 людей.Є 3 мости

## Відомі люди
- Вінцентій Віктор Леон Шептицький (5.4.1782-1836, Львів) — генерал бригади листопадового повстання, капітан гвардії Наполеона, похований на Личаківському цвинтарі;[12]
- Тимон Заборовський (1799—1828 Збриж) — поет, у Личківцях народився і жив, в 1830 році вийшла друком його збірка «Думи Подільські».[13].

## Культура
У вересні 2015 року в селі почали зйомки ліричної комедії Сергія Сторожева «Краща партія».

## Галерея

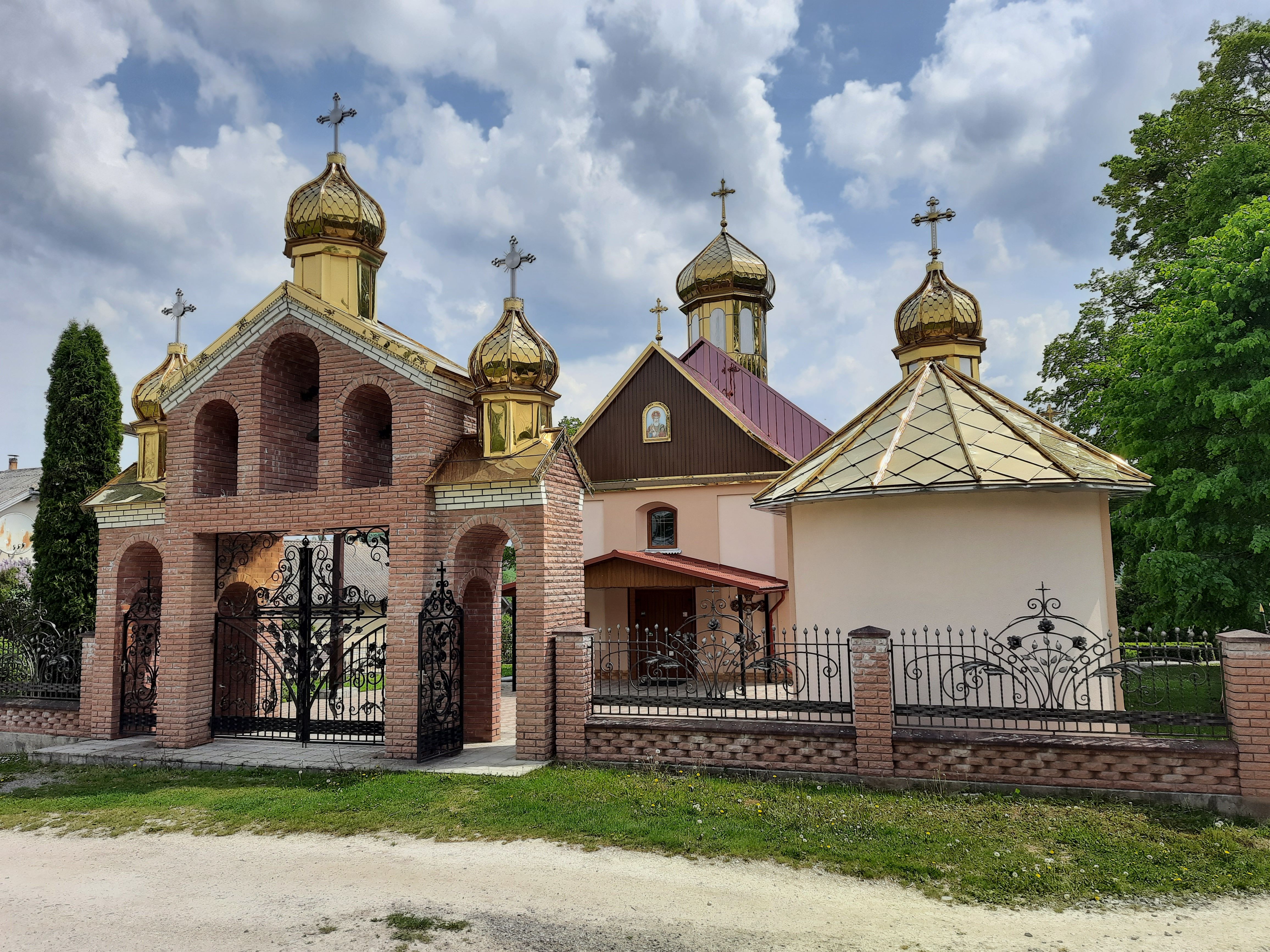
Церква Святого Миколая
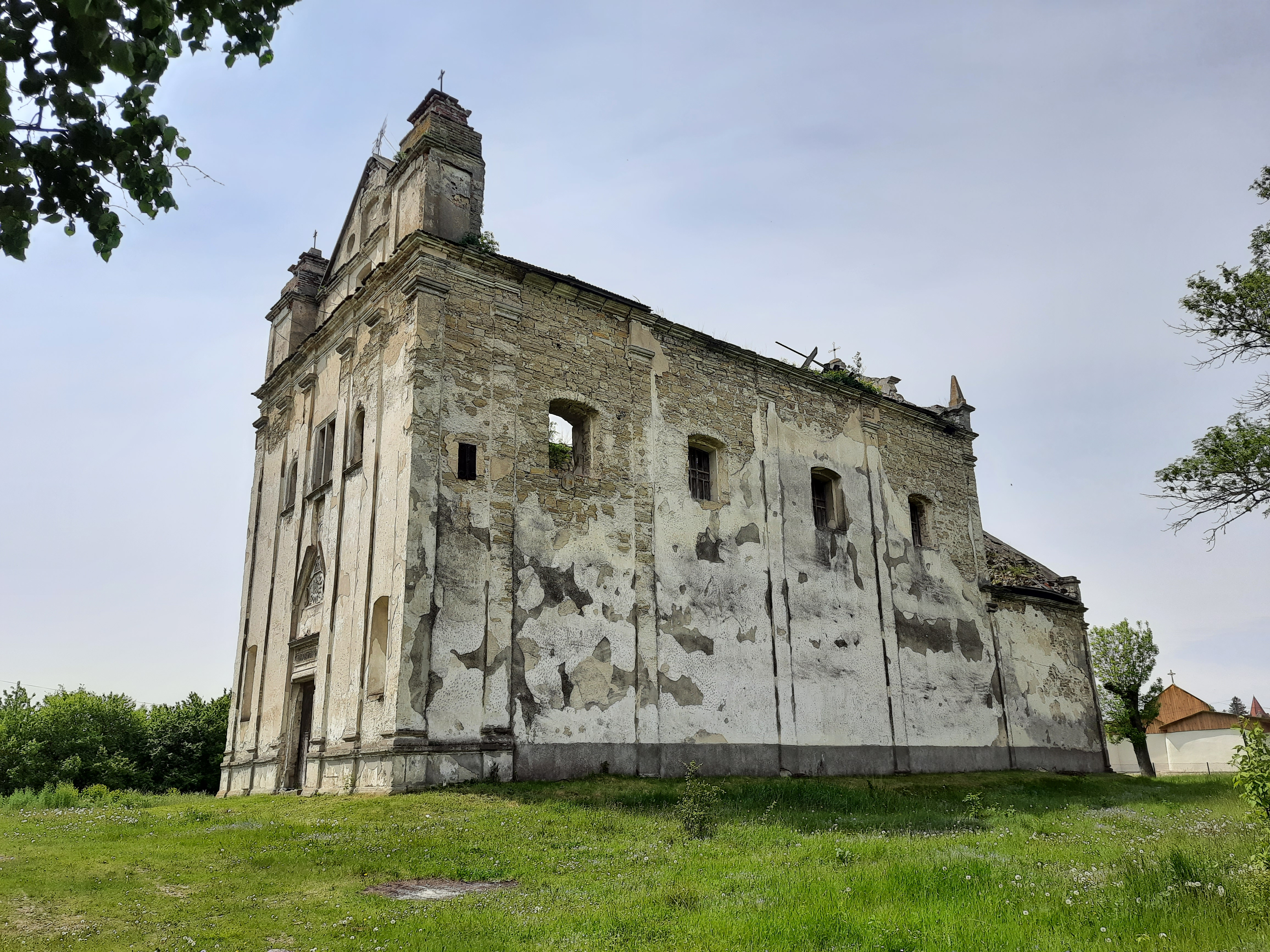
Костел Непорочного Зачаття Діви Марії
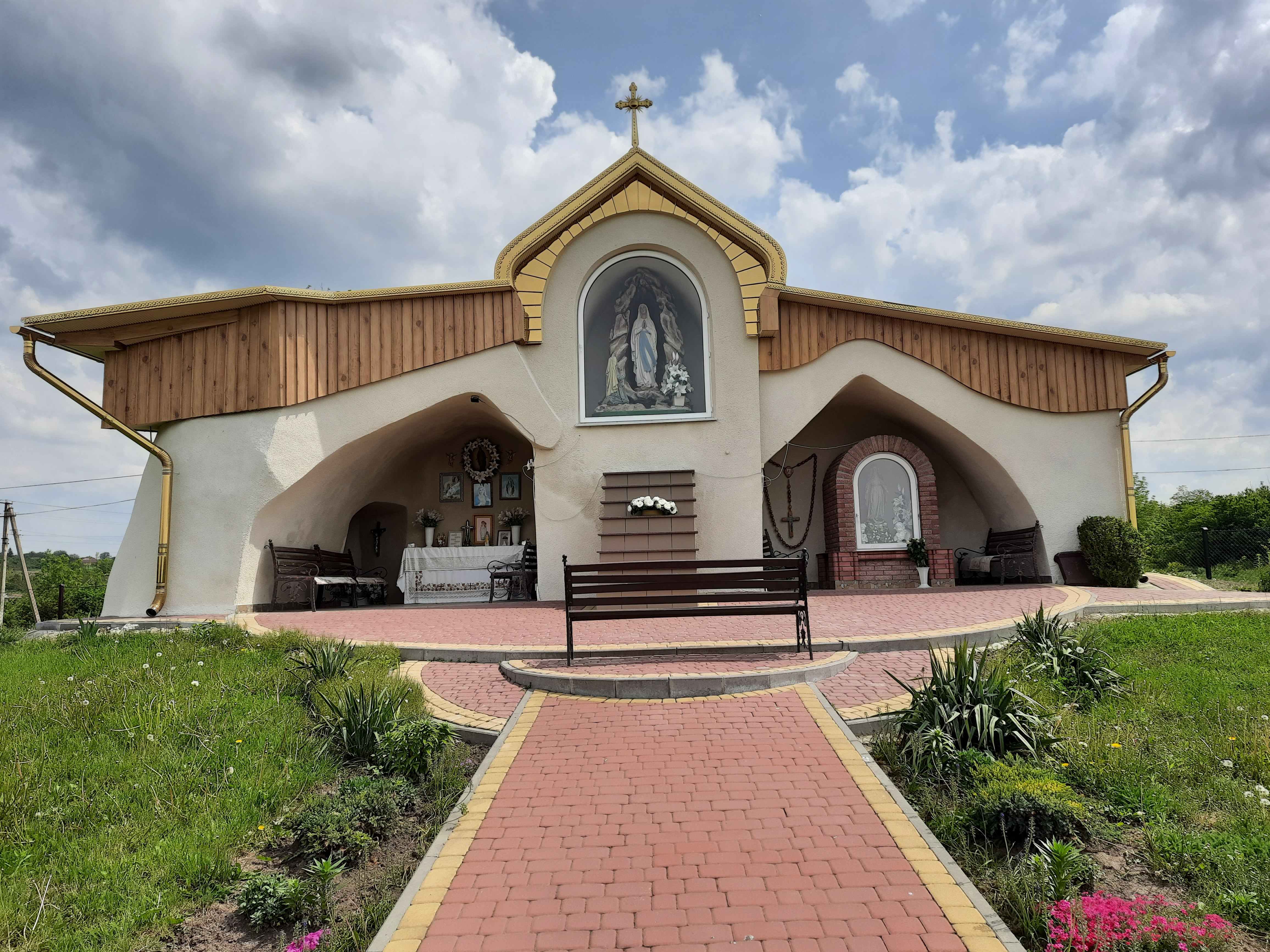
Каплиця на руїнах замку
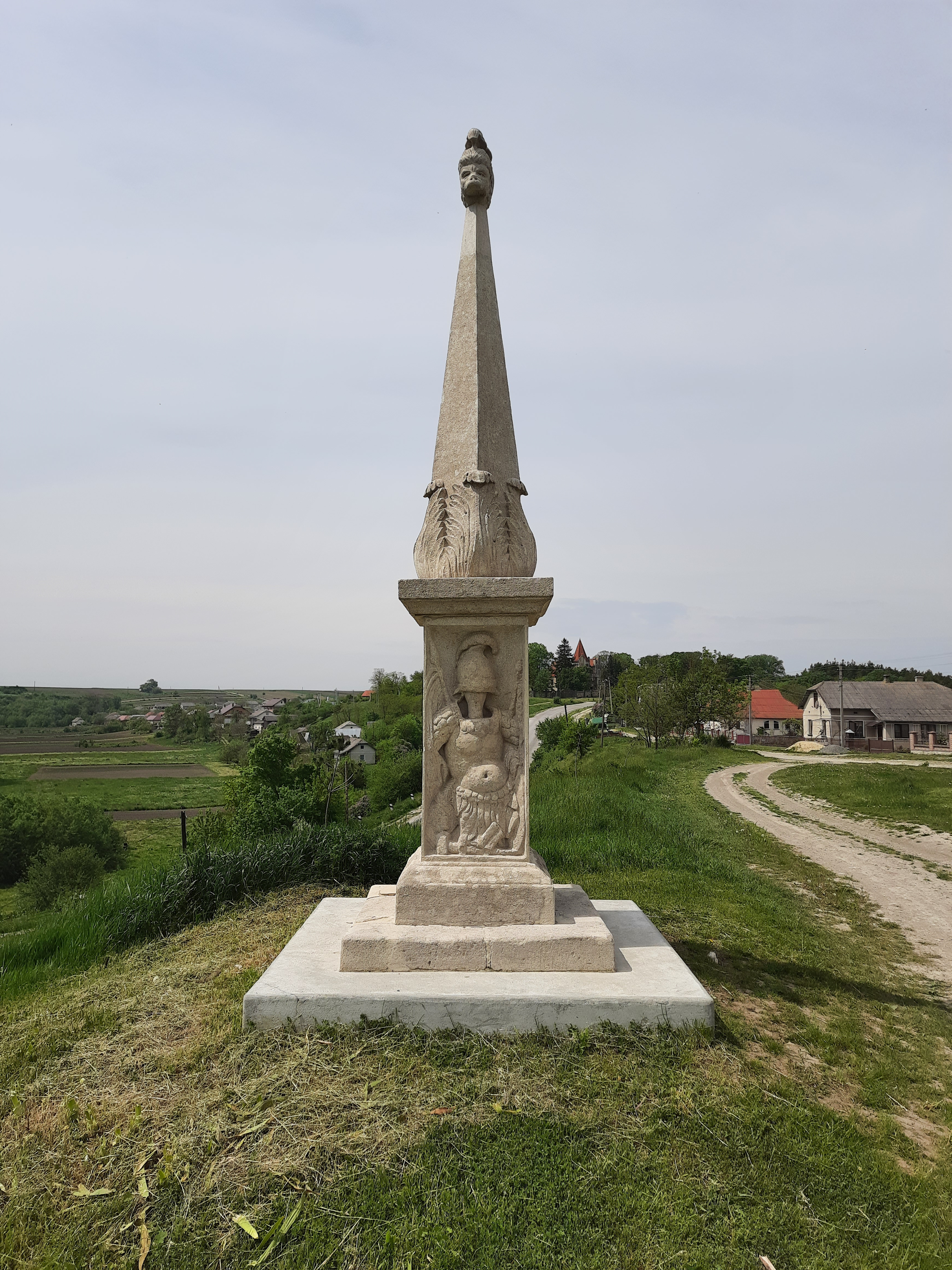
Пам’ятник М. Заборовському (1832р. який загинув під Можайськом під час військового походу Наполеона 1812)
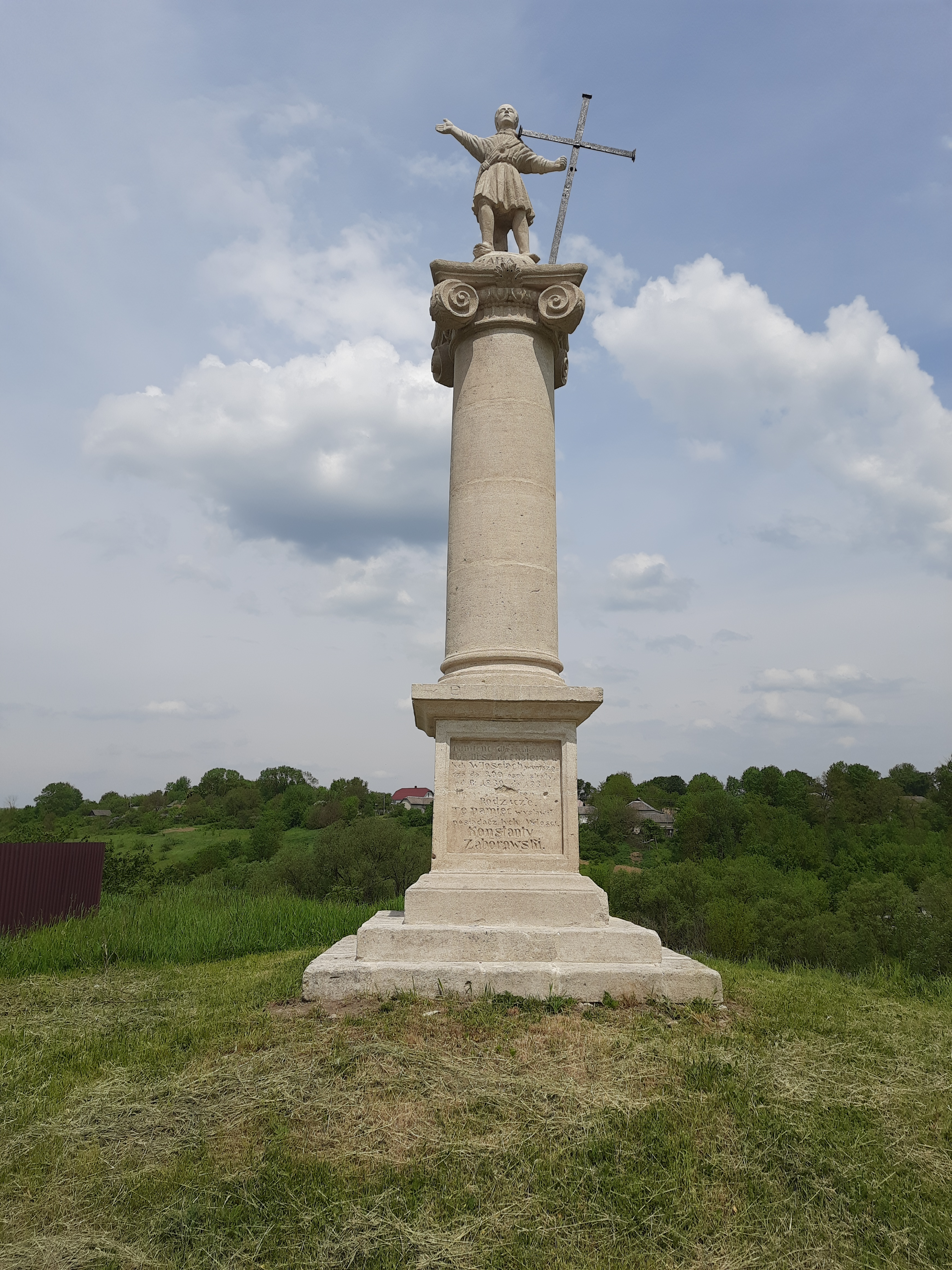
Фіґура-монумент “Тіням померлих душ” – жертвам епідемії холери 1830–1831 рр.,